# 費南多·蓋布瑞爾·賈西亞
費南多·蓋布瑞爾·賈西亞（1981年8月31日—）是一名阿根廷手球運動員，曾代表國家參加2012年倫敦奧運的男子手球比賽和2016年里約奧運的男子手球比賽，並未獲得獎牌。